# Heinrich Neumann (Klarinettist)
Johannes Heinrich Neumann (* 25. März 1792 in Hundeshagen; † 4. April 1861 in Heiligenstadt) war ein deutscher Komponist, Dirigent und Klarinettist.

## Leben
Neumann war der Sohn des aus Böhmen stammenden Wandermusikanten Joseph Neumann (1740–1830) und seiner Frau Catharina Elisabeth geb. Sibilitz (1757–1853). Das Ehepaar hatte insgesamt zehn Kinder. Von den Eltern lernten die Kinder verschiedene Musikinstrumente spielen. Auch Heinrich Neumann wurde Wandermusiker, ab 1813 diente er dann als Militärmusiker. Von 1819 bis 1823 war er an der Dommusik in Paderborn. Anschließend von 1823 bis 1829 war er Musikmeister und erster Klarinettist des Leopold-Corps in Detmold. 1829 ging Neumann dann als „Chef de Musique de la Grande Harmonie Royale“ nach Antwerpen, bevor er 1833 nach Köln weiterzog. Dort wurde er im 28. Preußischen Infanterie-Regiment Klarinettist, später Kapellmeister. 1839 schied Neumann aus dem Militärdienst aus und ließ sich in Sondershausen nieder, wo er als Privatmann lebte. 1841 erhielt er in Mühlhausen die Stelle eines Stadtmusikus, allerdings ohne den entsprechenden Titel. Hier heiratete er auch seine zweite Frau, Henriette, geb. Graeve, 1846 wurde die gemeinsame Tochter Rebecca geboren. 1847 kündigte Neumann seine Stellung aus gesundheitlichen Gründen und zog nach Heiligenstadt. Hier starb er 1861.

## Werke (Auswahl)
Neumann komponierte ca. 100 Werke, darunter
- op. 24 – Sechs Duos für zwei Klarinetten
- op. 27 – Serenade a-Moll für Viola und Gitarre (1823)
- op. 40 – Trio für Klarinette, Horn und Fagott (ca. 1836)
- op. 43 – Amusement für Klarinette solo (1836)
- op. 49 – Sinfonie Nr. 1 c-Moll (ca. 1836)
- Alfred der Große, König von England, Oper nach einem Libretto von Johann Joseph Reiff, uraufgeführt am 1. Februar 1837 in Koblenz[1]